# Договір Кассія
Згідно з римською традицією,  Кассіївський Договір або Договір Кассія сформував союз між Римською республікою і Латинським Союзом в 493 році до н. е. після битви біля Регілльського озера. Він припинив війну між Латинською лігою та Римом, зробивши Рим рівним за силою всім членам Ліги взятим разом.

## Передісторія

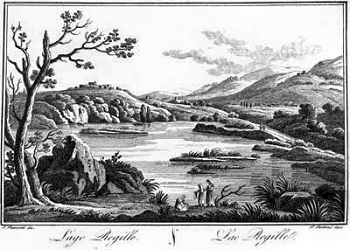
Гравюра озера Регілл.

У першому договорі з Карфагеном римляни трактували навколишню сільську місцевість як свою власність, Латинська ліга стверджувала, що зазначена територія фактично належить їй. Почалася війна, результатом якої стала перемога римлян у битві на озері Регілл та капітуляція переможених на відповідних умовах.
Договір був укладений у 493 р. між Римом та тридцятьма латинськими містами. Він отримав свою назву від імені Спурія Кассія Вісцеліна, який в той час був консулом Римської республіки і ратифікував договір в Римі як його представник.

## Умови
У договорі було викладено кілька умов. Він передбачав не лише мир між двома сторонами, але і об'єднання римської та латинської армій для забезпечення взаємної оборони від нападів італійських племен. Іншою умовою був розподіл здобичі, здобутої під час війни. Крім того сторони домовилися створити спільні колонії на захопленій території для обопільної вигоди. Нарешті, за договором було сформовано співтовариство приватних прав між громадянами Риму та будь-якого латинського міста. Договір, бронзова копія якого збереглася на Римському форумі до часів Цицерона, був знаковим для Риму в ранній період його історії. Оригінал було втрачено. Версія, наведена Діонісієм Галікарнасом така:
"Нехай буде мир між римлянами і всіма містами латинськими, поки небо і земля залишаються там, де вони є. Нехай вони не воюють між собою і не наводять ворогів [один на одного], і не дають проходу тим, хто може спричинити війну. Нехай вони допомагають один одному в часі нападів усіма силами, і кожен з них нехай має рівну частку здобичі і трофеїв, здобутих у їхніх спільних війнах. Нехай позови, пов'язані з приватними договорами, вирішують протягом десяти днів у країні, де укладено договір. І нехай не дозволяють нічого додавати до цих договорів або забирати що-небудь, за винятком згоди як римлян, так і всіх латинян " 
У версії Діонісія є умова взаємної оборони між римлянами та латинянами, але не передбачається утворення ніякої спільної командної структури, не згадано нічого про взаємну консультацію. Кілька фрагментарних речень Л.Цінція (цитовано Фестом) вказували на те, що латиняни зустрінуться навесні у Ферентині, щоб обговорити питання стосовно командування. Крім того, він описує таке: "через рік командира для армії мали надавати римляни...". Уривок дещо розпливчастий, але, очевидно, означає, що командування армією мало чергуватися між латинянами та римлянами. Однак цього, схоже, ніколи не було, і тому найвірогідніше, що римського полководця викликали лише в роки, коли насправді відбувалася кампанія.

## Розширення договору
У 486 р. до н.е. Рим (знову зусиллями Спурія Кассія Вісцеліна) уклав договір з Герніками. Умови були, вочевидь, схожими на договір Кассія і є припущення (хоча і не певне), що Герніки були залучені до співпраці з Римом та латинськими союзниками.

## Вплив договору
Договір значно зміцнив позиції Риму, додаши військові сили латинян до армії молодої Римської республіки. Це дозволило Риму завоювати значну частину Італійського півострова. Договір було поновлено у 358 р. до н.е. Але римська сторона незабаром відмовилася виконувати його умови, почалася Латинська війна. Зрештою Рим подолав інших членів ліги, а Договір Кассія був визнаний недійсним.